# 音音
音音（おとね、5月3日 - ）は、日本の漫画家。山形県出身。

## 概要
成人向け漫画雑誌を中心に活動。「姉ものは実姉ものに限る」「姉が弟以外の男性と結ばれる設定の作品はすべて寝取られものとみなす」というスタンスを取り、発表作品のテーマを「実の姉弟の恋愛」で一貫させているのが特徴である。
水曜どうでしょうのファンで、一部作品内に登場する小物や看板等の描写にその片鱗がうかがえる。愛車はダイハツ・コペン。歳の離れた姉がいる。

## 作品リスト

### 単行本
- あい・らぶ・ねぇ （2007年08月、エンジェル出版）ISBN 978-4873062709
- 姉は嫁 （2010年08月、コアマガジン）ISBN 978-4862529046
- 姉がいるキセキ （2014年04月、コアマガジン）ISBN 978-4864366298
- もっとねぇもっと （2017年04月、コアマガジン）ISBN 978-4866530291
- アネスリウム （2017年11月、ジーオーティー）ISBN 978-4814800582
- これから姉弟でいいことしよっ　(2021年7月、コアマガジン)　ISBN 978-4866535258
- 姉弟でドキドキ補充中　(2023年8月、コアマガジン)  ISBN 978-4866537351

### その他
- 初恋相手が弟だけど、お姉ちゃんはヘンじゃありません! （天姫あめ著、2011年2月、ぷちぱら文庫、表紙と挿絵を担当）ISBN 978-4894906808